# Ošetřovatelství

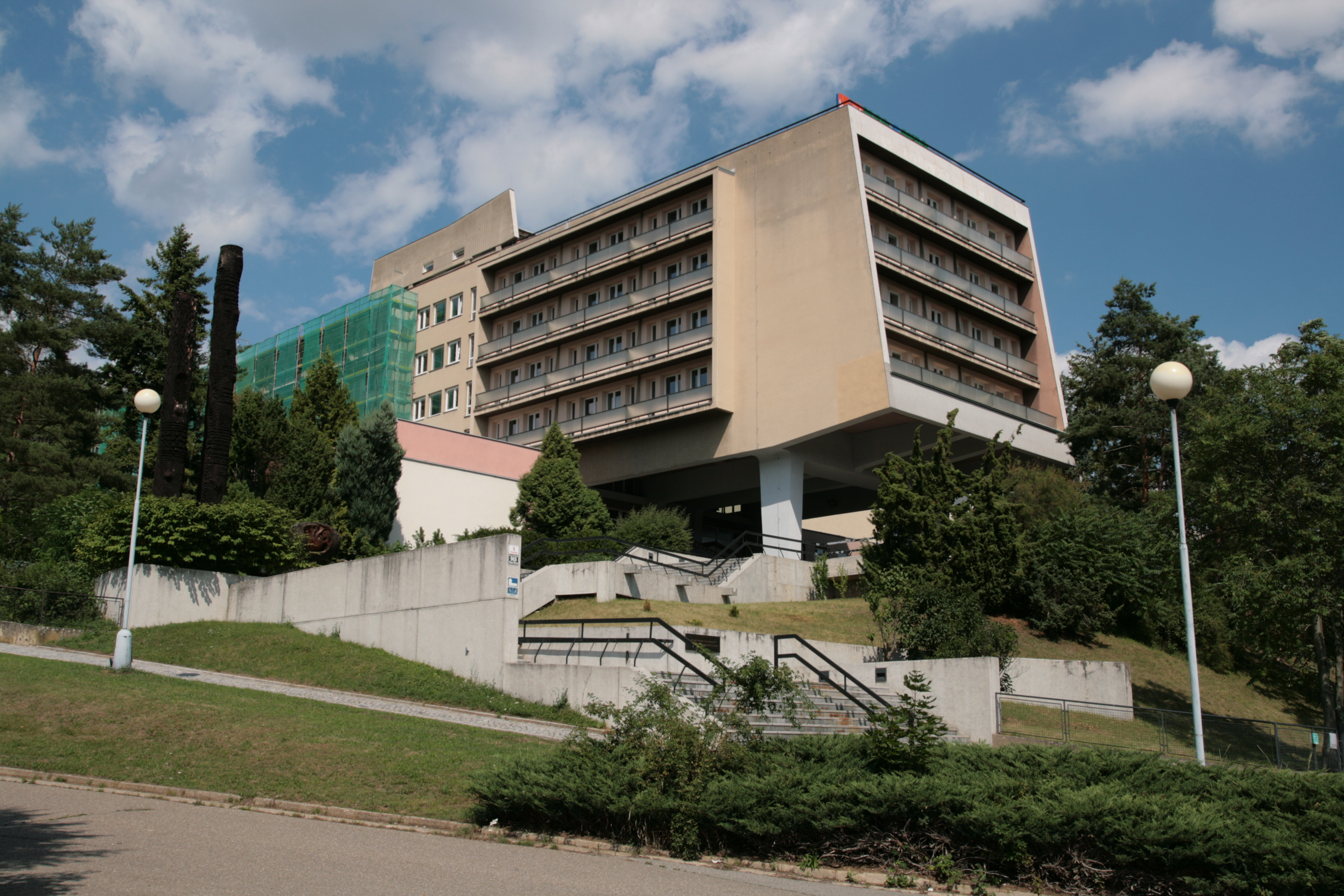
Národní centrum ošetřovatelství v Brně

Ošetřovatelství je samostatný vědní obor zkoumající ošetřovatelské aspekty péče o člověka nebo skupiny.
Ošetřovatelská péče je typ zdravotní péče, která je zaměřena na udržení a podporu zdraví, navrácení zdraví, rozvoj soběstačnosti, zmírnění utrpení nevyléčitelně nemocného člověka a zajištění klidného umírání a smrti.
Ošetřovatelství využívá svých vlastních metod poznávání a výzkumu, které lze dělit následovně;
- metoda teoretická; analýza a syntéza
- metoda modelová
- metoda empirická; metoda vycházející z praxe, tj. experiment, pozorování atd.

## Cíle ošetřovatelství
Zaměření se na zdraví pacienta znamená pomáhat postiženému jednotlivci či skupinám a zajistit jim potřebnou péči, podporovat je v péči o zdraví a poučovat je o prevenci nemoci.
Ošetřovatel dělá vše proto, aby snížil negativní dopad onemocnění na celkový zdravotní stav jedince. Uspokojuje potřeby nemocných, zdravotně postižených a nevyléčitelně nemocných pacientů.

## Charakteristické rysy ošetřovatelství
- poskytování aktivní ošetřovatelské péče
- poskytování individualizované péče prostřednictvím ošetřovatelského procesu
- poskytování ošetřovatelské péče na základě vědeckých poznatků podložených výzkumem
- holistický přístup k nemocnému
- preventivní charakter péče
- poskytování péče ošetřovatelským týmem složeným z různě kvalifikovaných pracovníků (vícestupňový způsob)

## Organizační formy péče
1. Funkční systém
2. Skupinová ošetřovatelská péče
3. Systém primárních sester
4. Týmová ošetřovatelská péče = vícestupňový systém
5. Systém diferencované péče (= odstupňované)